# Pas livré
 (avril 2020).
- Si vous ne connaissez pas le sujet, laissez ce bandeau (vous pouvez alors contacter les auteurs).
- Si vous supprimez le contenu mis en cause (vous pouvez préalablement contacter les auteurs),

argumentez précisément cette suppression dans la page de discussion
(un manque de référence n'est pas un argument ; une recherche réelle de référence doit avoir été effectuée, être formellement documentée).
 (mars 2020).
Pas livré ou Insatisfait (Unfulfilled en VO) est le neuvième épisode de la saison 22 de South Park, et le 296e épisode de la série. Il est la première partie d'un double épisode. La Parade à vélo, l'épisode suivant, en est la deuxième partie.
Butters attend que son père rapporte plus d'argent en travaillant chez Amazon pour la parade à vélo, pour faire comme au bon vieux temps, les 4 autres décident d'y participer. Mais les travailleurs d'Amazon font grève, car Josh a eu un accident non reconnu par la société.

## Résumé
Un entrepôt Amazon s'installe à South Park, et Butters se prépare pour une parade à vélo. Il a un vélo moins classe que celui de son camarade Larry et veut l'améliorer. Kenny veut également participer à la parade car il a vu que les filles étaient impressionnées par les vélos.
Il arrive à convaincre ses amis de participer à la parade pour gagner 50 dollars, mais les travailleurs de l'entrepôt Amazon (dont le père de Butters fait partie) décident de faire grève à la suite d'un accident non assumé par l'entreprise.
Les enfants et toute la ville sont insatisfaits, c'est alors que Jeff Bezos (le PDG d'Amazon) menace la maire McDaniels de lui supprimer son statut de membre Amazon Prime.
Le père de Butters décide de continuer à travailler chez Amazon, tandis que les 4 galopins ont trouvé le moyen d'engager des travailleurs pour briser le piquet de grève.